# 1457.
◄ | 14. stoljeće | 15. stoljeće | 16. stoljeće | ►
◄ | 1420-ih | 1430-ih | 1440-ih | 1450-ih | 1460-ih | 1470-ih | 1480-ih | ►
◄◄ | ◄ | 1454. | 1455. | 1456. | 1457. | 1458. | 1459. | 1460. | ► | ►►
Arhitektura • Astronomija • Glazba • Knjige • Književnost • Kršćanstvo • Medicina • Pravo • Promet • Slikarstvo • Znanost

## Događaji
- Agostino di Duccio radi pročelje crkve San Bernardino u Perugi.
- Bernardo Rosselino radi na izvještaju o kripti crkve San Miniato u Firenci.

## Rođenja
- Šiško Menčetić, dubrovački vlastelin († 1527.)

## Smrti
- 16. ožujka – Ladislav Hunjadi, ugarski velikaš i ratnik (* 1431.)
- 22. svibnja – Sveta Rita, talijanska katolička svetica (* 1381.)

## Vanjske poveznice
|  | Zajednički poslužitelj ima još gradiva o temi 1457. |